# Dorfkirche Zabelsdorf

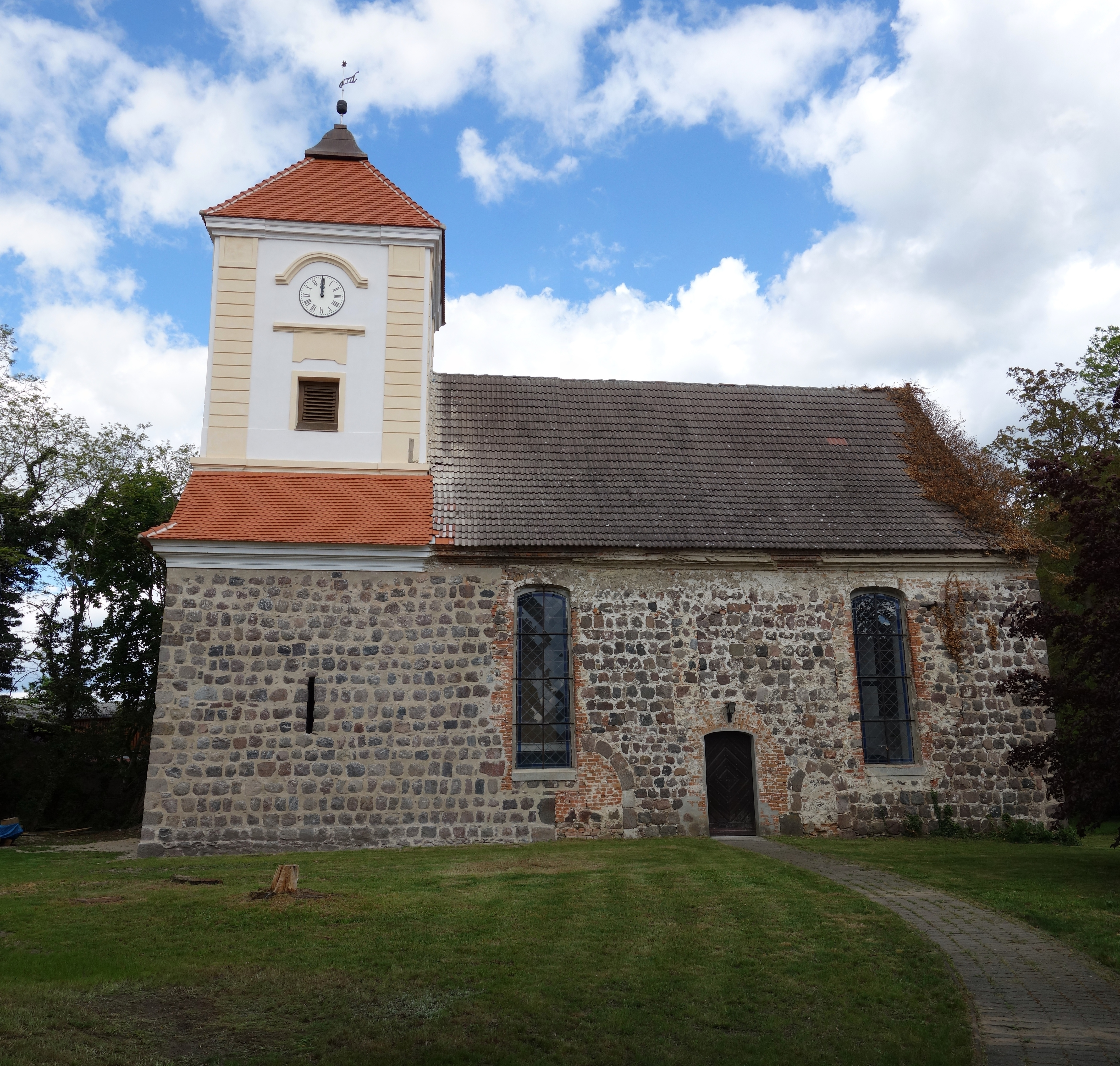
Dorfkirche Zabelsdorf

Die evangelisch-lutherische Dorfkirche Zabelsdorf ist ein denkmalgeschütztes Kirchengebäude in Zabelsdorf, einem Ortsteil der amtsfreien Kleinstadt Zehdenick im nordbrandenburgischen Landkreis Oberhavel.

## Baubeschreibung und -geschichte

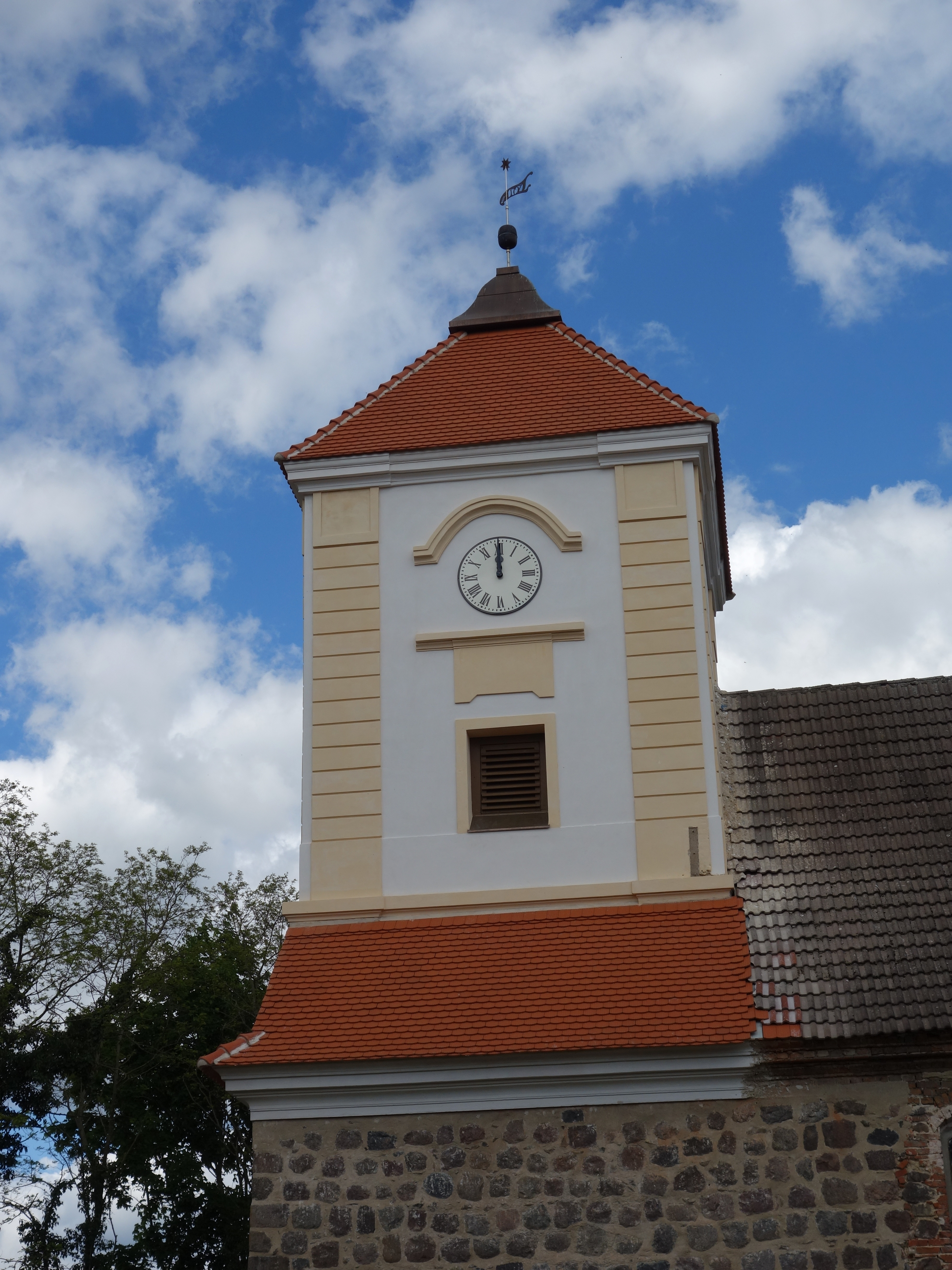
Turmaufsatz

Bei dem aus der zweiten Hälfte des 13. Jahrhunderts stammenden Feldsteinbau, im 1267 erstmals als Szabelstorp  urkundlich erwähnten Zabelsdorf, handelt es sich um einen Saalbau mit Satteldach. Der westliche Querturm besitzt einen quadratischen Turmaufsatz mit einem Zeltdach. Des Weiteren besitzt die Kirche am Ostende der Nordwand eine tonnengewölbte Sakristei mit Pultdach.
Im Jahre 1772 erfuhr die Kirche Umbau- und Erneuerungsarbeiten, wobei unter anderem der Westturm in seiner heutigen Form entstand und die Fenster flachbogig erneuert wurden. Gekrönt wird der Turm von einer Wetterfahne mit Kugel, welche die Jahreszahl 1772 trägt. Aus dem 18. Jahrhundert stammen auch das stark vorspringende Hauptgesims, der an den Ecken mit Quaderlisenen verzierte Turmoberbau sowie die flachbogigen Fenster des Kirchenschiffs. Die im Turm hängende Kirchenglocke wurde von der Berliner Glockengießerei Johann Friedrich Thiele geschaffen. Sie besitzt einen Durchmesser von 93 Zentimetern und stammt aus dem Jahre 1797. Das sie in Bewegung setzende Glockenjoch trägt die eingeritzte Jahreszahl 1798.
Im Jahre 1923 erfolgte eine Ausmalung der Kirche. 1950 wurde die Kirche dann ebenfalls noch einmal umfangreich restauriert. Hierbei wurde das spitzbogige Westportal in Backstein erneuert.
Die Kirchenbuchaufzeichnungen von Zabelsdorf reichen bis ins Jahr 1789 zurück. Im Jahre 1976 wurde der Nachbarsprengel Zabelsdorf aufgeteilt. Die Gemeinde Zabelsdorf und das benachbarte Ribbeck gehören seitdem dem Pfarrsprengel Mildenberg an.

## Ausstattung
Das Innere der Kirche ist von einer schlichten hölzernen Kanzelwand mit Schalldeckel, einer Empore und barockem Gestühl aus dem 18. Jahrhundert geprägt. Zu den sakralen Gegenständen der Kirche gehören ein vergoldeter Silberkelch mit den Einprägungen Bär, den Buchstaben S.M. sowie der Jahreszahl 1703. Außerdem gehören zwei aus dem 18. Jahrhundert stammende zinnerne Altarleuchter mit den Einprägungen Es ist ein Engel und der Jahreszahl 1746 zur Ausstattung.
Ausgestattet ist die Zabelsdorfer Kirche des Weiteren mit einer aus dem 19. Jahrhundert stammenden und 1998 erneuerten Orgel. Bei den Erneuerungsarbeiten im Jahre 1998 erhielt diese Orgel auch einen im Verlauf des Ersten Weltkriegs entfernten Prospekt zurück.